# Bureau de production
Un bureau de production (dans le spectacle vivant) est une organisation (sous la forme d'une association ou d'une SARL par exemple) qui a pour objet de fournir des prestations d'organisation (production), d'administration et de diffusion pour des artistes, des compagnies (théâtre, danse, musique, art de la rue, cirque...) quelle que soit la forme des projets artistiques mis en œuvre (festivals, spectacles, expositions...).
Le bureau de production  est une structure juridique indépendante de celle des artistes, donc des compagnies ou des artistes indépendants, dont le moteur est l’initiative individuelle. La relation aux artistes et le désir d'accompagner les projets de la manière la plus efficace et sensible possible sont au cœur des préoccupations d'un bureau.
Il répond de manière structurée et professionnelle aux exigences de la production et de la conduite de projets culturels. Le bureau de production œuvre pour la reconnaissance des artistes et des métiers au service de leurs projets: production, administration, diffusion, communication, logistique et conseil. En plus de ces missions, certains bureaux proposent du conseil et de l'accompagnement global de compagnie.
De manière plus technique le bureau de production a la capacité, pour le même volume financier qu’un seul poste administratif, de réunir selon les moments et les projets, des compétences plurielles et d’assurer une permanence de services. De par sa structuration et ses modalités de fonctionnement, le bureau de production en spectacle vivant est à ne pas confondre avec les boîtes de production ou les agents.
À la demande de plusieurs bureaux de production de la région Île-de-France, une étude participative a été réalisée en 2007.